# 吉姆·贝尔德
詹姆斯·理查德·贝尔德（1945年6月4日—），是一位美国商人和政治人物，現為代表印第安纳州第四国会选区聯邦眾議員，在当选国会议员之前擔任過印第安纳州众议院议员。

## 外部連結
- Congressman Jim Baird （页面存档备份，存于） official U.S. House website
- Campaign website （页面存档备份，存于）
- James Baird at Ballotpedia （页面存档备份，存于）
- Our Campaigns – Representative James Baird (IN) （页面存档备份，存于） profile
- C-SPAN內的頁面（英文）